# Paint.net
Paint.net este un editor grafic de tip freeware pentru Microsoft Windows, dezvoltat pe platforma .NET. Paint.net a fost inițiat de Rick Brewster de la Universitatea de Stat din Washington ca un proiect studențesc și a evoluat de la un înlocuitor simplu pentru Microsoft Paint într-un editor cu suport pentru straturi și facilități avansate de editare.
Paint.net este scris în principal în limbajul C#.  Formatul său nativ are extensia .PDN și salvează straturile sau alte informații între două sesiuni de lucru. 
Cu excepția programului de instalare, a textului și a graficii, Paint.net a fost lansat sub licența MIT

## Extensii
Paint.net suportă extensii de tip Plugin pentru adăugarea de ajustări pentru imagine, efecte și suport pentru tipuri adiționale de fișier. 
Au fost deja produse sute de astfel extesii care extind funcționalitățile inițiale

### paint-mono
Paint.net a fost creat pentru Windows și nu are suport nativ pentru alte sisteme de operare. În Mai 2007, Miguel de Icaza a început proiectul numit paint-mono. care să permită aplicației paint.net să fie rulată pe platforme compatibile cu Mono, ca de exemplu Linux , dar în 2009 proiectul a fost întrerupt.

## Legături externe
- Site web oficial
- paint.net forum